# Veverské Knínice
Veverské Knínice, bis 1948 Německé Knínice (deutsch Deutsch Kinitz) ist eine Gemeinde in Tschechien. Sie liegt 16 Kilometer nordwestlich des Stadtzentrums von Brünn an dessen Stadtrand und gehört zum Okres Brno-venkov.

## Geographie
Veverské Knínice befindet sich am Rande der Bobravská vrchovina in der Boskovická brázda (Boskowitzer Furche). Das Dorf liegt zwischen dem Naturpark Údolí Bílého potoka und Naturpark Podkomorské lesy in der Mulde des Baches Knínický potok.
Im Süden und Westen führt die Autobahn D1/E 55/E 65 vorbei, die Abfahrt 178 liegt bei Ostrovačice. Gegen Südosten befindet sich das Automotodrom Brno.
Nachbarorte sind Lažánky, Holasice und Prachovna im Norden, Veverská Bítýška und Hvozdec im Nordosten, Pod Komorou, Rakovec und Bystrc im Osten, Žebětín im Südosten, Ostrovačice und Říčany im Süden, Dolní Říčky und Říčky im Südwesten, Domašov im Westen sowie Javůrek im Nordwesten.

## Geschichte
Die erste schriftliche Erwähnung des Dorfes erfolgte 1233 in der Gründungsurkunde des Klosters Porta Coeli durch Konstanze von Ungarn. Markgraf Johann stellte das Dorf unter den Schutz der landesherrlichen Burg Eichhorn, wofür die Bewohner Naturalabgaben nach Eichhorn zu leisten hatten. Als Gegenleistung für ein Darlehn des Klosters von 900 Talern bei Znata von Lomnice, wurde Německé Kynice 1535 dem Bierzwang von Říčany unterstellt. Nach der 1782 erfolgten Aufhebung des Klosters im Zuge der Josephinischen Reformen kaufte Wilhelm Mundy dem Klosterhof. Mundy, der auch die Herrschaften Tischnowitz und Eichhorn erwarb, schloss Německé Kynice an Eichhorn an. 1830 kaufte Gustav von Wasa die Herrschaft Eichhorn von der Familie von Mundy. Im selben Jahre wurde ein Gestift zur Förderung der Schulbildung der Kinder gegründet.
Nach der Aufhebung der Patrimonialherrschaften bildete Německé Kynice ab 1850 eine Gemeinde im Brünner Bezirk. 1921 kam die Gemeinde zum Okres Brno-venkov. Beim Zensus von 1921 lebten in den 170 Häusern des Dorfes 968 Personen, darunter 960 Tschechen und ein Deutscher. 1923 wurde der Ortsname in Německé Knínice geändert. Am 31. Jänner 1948 erfolgte die Umbenennung in Veverské Knínice. Zwischen 1948 und 1960 gehörte das Dorf zum Okres Rosice, danach wieder zum Okres Brno-venkov. 1980 wurde der Beschluss zur Vereinigung der Gemeinden Ostrovačice, Říčany, Veverské Knínice zu einer Einheitsgemeinde Říčany-Ostrovačice mit Sitz in Říčany gefasst. Am 22. November 1990 löste sich die Gemeinde Říčany-Ostrovačice wieder auf.

## Sehenswürdigkeiten
- Pfarrkirche St. Nikolaus, errichtet im 13. Jahrhundert, das Portal stammt aus der Zeit um 1270. Der Kirchturm hat eine Höhe von 33 m.
- Statue des hl. Johannes von Nepomuk, am Dorfplatz, geschaffen 1850
- Javorová alej (Ahornallee), entlang der Zufahrtsstraße zum Dorf wurden 1887 49 Spitzahornbäume angepflanzt
- Naturpark Údolí Bílého potoka, nördlich des Ortes
- Naturpark Podkomorské lesy, östlich von Veverské Knínice
- ehemaliger Klosterhof Na dědině